# Джумаєв Сайдалі
Сайдалі Джумаєв (1914, кишлак Сабзіхарв, тепер район Сангвор, Таджикистан — ?, тепер Таджикистан) — радянський таджицький діяч, 1-й секретар Гармського обласного комітету КП Таджикистану. Депутат Верховної ради Таджицької РСР. Депутат Верховної Ради СРСР 3—4-го скликань. 

## Біографія
Народився в селянській родині. З 1934 року — вчитель початкової школи в Тавільдаринському районі Таджицької РСР.
Член ВКП(б) з 1942 року.
У 1942—1943 роках — 1-й секретар Сангворського районного комітету ЛКСМ Таджикистану.
У 1943—1944 роках — завідувач відділу пропаганди та агітації Сангворського районного комітету КП(б) Таджикистану.
У 1944—1946 роках — 1-й секретар Гармського обласного комітету ЛКСМ Таджикистану.
У 1946—1949 роках — 1-й секретар Калай-Лябі-Обського районного комітету КП(б) Таджикистану.
У 1949—1950 роках — 1-й секретар Таджикабадського районного комітету КП(б) Таджикистану.
У 1950—1952 роках — слухач Республіканської партійної школи при ЦК КП(б) Таджикистану в Сталінабаді.
У 1952—1953 роках — 1-й секретар Обі-Гармського районного комітету КП Таджикистану.
У 1953 — серпні 1955 року — 1-й секретар Гармського обласного комітету КП Таджикистану.
У 1955—1958 роках — слухач Вишої партійної школи при ЦК КПРС у Москві.
У 1958—1961 роках — 1-й секретар Гармського районного комітету КП Таджикистану.
Подальша доля невідома.

## Нагороди
- орден Леніна
- орден Трудового Червоного Прапора
- медаль «За доблесну працю у Великій Вітчизняній війні 1941—1945 рр.»
- медалі